# Новиков, Антон Владимирович
Антон Владимирович Новиков (род. 26 декабря 1964) — советский самбист, чемпион СССР, Европы и мира, победитель (1985) и бронзовый призёр (1984) розыгрышей Кубка СССР победитель Спартакиады народов СССР, Заслуженный мастер спорта СССР (1988), Заслуженный тренер России. Воспитанник спортивного клуба «Кировец». До 2003 года был президентом федерации самбо Санкт-Петербурга. Тренеры ― Александр Недожогин и Николай Козицкий. В 1997—2003 годах был президентом Федерации самбо Санкт-Петербурга. Является президентом федерации самбо Северо-Западного федерального округа. Член попечительского совета Фонда развития самбо по Северо-Западу имени Тагира Абдулаева.

## Спортивные результаты
- Первенство СССР среди юношей 1981 — ;
- Первенство СССР среди юношей 1982 — ;
- Первенство СССР среди юниоров 1983 — ;
- Первенство СССР среди юниоров 1984 — ;
- Первенство мира среди юниоров 1984 — ;
- Кубок СССР по самбо 1984 — ;
- Кубок СССР по самбо 1985 — ;
- Чемпионат СССР по самбо 1985 — ;
- Чемпионат СССР по самбо 1986 — ;
- Самбо на летней Спартакиаде народов СССР 1986 — ;
- Чемпионат СССР по самбо 1987 — ;
- Чемпионат СССР по самбо 1988 — .

## Награды
- Медаль ордена «За заслуги перед Отечеством» II степени (16 июня 2025 года) — за заслуги в развитии физической культуры и спорта, многолетнюю добросовестную работу[4]
- Благодарность Президента Российской Федерации (8 ноября 2023 года) — за заслуги в развитии и популяризации самбо в Российской Федерации, многолетнюю добросовестную работу[5]